# Adriana Valdés
Adriana Valdés Budge (Santiago, 3 de octubre de  1943) es una ensayista chilena y la primera mujer elegida como directora de la Academia Chilena de la Lengua y del Instituto de Chile.

## Biografía
Estudió en la Universidad Católica y allí mismo enseñó literatura y estética hasta 1974. Poco después de la intervención de las universidades por parte de la dictadura militar, ganó un concurso público de las Naciones Unidas y se dedicó a la traducción por veinticinco años. Durante ese periodo fue miembro fundadora de varias iniciativas culturales contestatarias como la Revista de Crítica Cultural y la Academia Imaginaria. Era directora de publicaciones de la Comisión Económica para América Latina y el Caribe (CEPAL) al finalizar su carrera de funcionaria internacional.
Adriana Valdés se convirtió en vicedirectora de la Academia (fue elegida el 2010 y reelegida el 2013); en la votación del 3 de diciembre del 2018 es elegida directora de la Academia Chilena de la Lengua y presidenta del Instituto de Chile a partir de 2019. Es la primera mujer en ocupar estos cargos en la historia de las mencionadas instituciones.
Escribe crítica de artes visuales y de literatura, por lo que ha obtenido diversos reconocimientos. 

Funcionaria internacional durante veinticinco años -en un trabajo que describe como el sueño de todo traductor-, llegó a ser jefa de traducción y luego directora de publicaciones de la CEPAL, esto último durante diez años. Pero sus méritos empezaron a acumularse mucho antes, a través de sus estudios superiores de literatura y de la docencia ejercida entre 1965 y 1975 en el Instituto de Letras de la  Universidad Católica, donde también colaboró en la fundación de la revista Taller de Letras.
María Teresa Cárdenas

## Libros publicados
- Composición del lugar - escritos sobre cultura. Santiago: Editorial Universitaria, 1996.
- Memorias Visuales – Arte Contemporáneo en Chile. Santiago: Metales Pesados, 2006.
- Enrique Lihn: vistas parciales. Santiago: Palinodia, 2008.
- Señoras del buen morir. Santiago: Orjikh editores, 2011.
- De ángeles y ninfas. Conjeturas sobre la imagen en Warburg y Benjamin. Santiago: Orjikh editores, 2012.
- Redefinir lo humano: las humanidades en el siglo XXI, editorial UV, 2017

## Libros editados
- Diario de muerte, libro póstumo de Enrique Lihn, junto a Pedro Lastra; 1989.
- Estudios sobre la felicidad,junto a Alfredo Jaar; Barcelona, 1999.
- Un libro sobre la pintora Roser Bru (1996).
- Escritos sobre arte  (Enrique Lihn, 2008), con Ana María Risco.
- Dos libros acerca del artista Alfredo Jaar: Jaar/SCL/2006 y Venezia, Venezia (2013).[7][8]

Que hayamos convocado, unas líneas más arriba, a Adriana Valdés y Enrique Lihn no es casualidad. Valdés fue la primera crítica de arte que se fijó en el trabajo de Jaar antes de que emigrara a Nueva York, y ha escrito algunos de los mejores textos sobre el artista, lo que no es decir poco, pues de Jaar han escrito filósofos y teóricos tan importantes como Georges Didi-Huberman, Griselda Pollock y Jacques Rancière. Los escritos de Valdés son ineludibles para entender la obra de Jaar.

## Premios y distinciones
- Miembro de número de la Academia Chilena de la Lengua (1993)
- Premio de Traducción a la Excelencia Profesional y Académica (2003, Pontificia Universidad Católica de Chile, con el patrocinio de la Asociación Gremial de Traductores de Santiago).
- Premio Altazor 2010, categoría ensayo literario, por su libro Enrique Lihn: vistas parciales.
- Finalista del Altazor 2013 con De ángeles y ninfas. Conjeturas sobre la imagen en Warburg y Benjamin.
- Premio Municipal de Literatura de Santiago 2018, categoría Ensayo, por Redefinir lo humano: las humanidades en el siglo XXI.[10]
- Premio Energía de Mujer 2020 a la trayectoria, por Enel Chile[11]